# Hospital Regional de Caxias
O Hospital Regional de Caxias Dr. Everaldo Ferreira Aragão é um hospital público estadual, localizado na cidade de Caxias, no Maranhão, atendendo casos de alta e média complexidade.

## Histórico
Foi inaugurado em 2016, atendendo cerca de 26 municípios, da região leste do estado, com uma população estimada em 783 mil pessoas. Buscou atender a uma antiga demanda de descentralização da saúde, para diminuir o deslocamento de pacientes do interior para a capital do estado.
É administrado pela Empresa Maranhense de Serviços Hospitalares (EMSERH), empresa pública de gestão hospitalar.

## Estrutura
O hospital realiza atendimento médico-hospitalar em cirurgia geral, clínica médica, neurologia, ortopedia, oftalmologia, cardiologia, pediatria e gastroenterologia, dentre outros. São 122 leitos de internação, sendo 26 leitos de clínica médica, 26 leitos de clínica pediátrica, 26 leitos de clínica ortopédica, 26 leitos de clínica cirúrgica, 12 leitos de UTI (Unidade de Terapia Intensiva) e 6 leitos de UCI (Unidade de Cuidados Intermediários).
Em 2018, foi instalada. Unidade de Oncologia no Hospital Regional de Caxias.